# Aljažev stolp
Aljažev stolp je najvišje ležeče gorsko zavetišče v Sloveniji, na vrhu Triglava (2864 metrov), kjer so ga postavili leta 1895. Skupaj z vrhom predstavlja najprepoznavnejši simbol slovenstva. Danes je v državni lasti, upravlja ga Planinsko društvo Ljubljana-Matica, spada pa pod Občino Bovec.

## Zgodovina
Planinska in alpinistična dejavnost v slovenskih Alpah je bila v 19. stoletju pod močnim nemškim vplivom, kar se še danes pozna pri poimenovanju klasičnih smeri v Triglavski steni (Nemška in Bavarska smer), kot tudi v današnjem planinskem in alpinističnem žargonu. Jakob Aljaž, župnik na Dovjem, je med svojim službovanjem začel opažati veliko zanimanje tujcev za slovenske gore. Temu se je skušal upreti tako, da je od dovške občine za en goldinar kupil vrh Triglava (16 m2). Načrtoval in financiral je majhen valjast stolp iz debele pocinkane pločevine, ki naj bi nadomestil propadajočo leseno triangulacijsko piramido na vrhu. Stolp je izdelal Anton Belec (1857–1940), kleparski mojster iz Šentvida pri Ljubljani. Izdelal ga je iz šestih delov, ki so tehtali od petnajst do dvajset kilogramov. Dele stolpa so nato prepeljali z vlakom v Mojstrano, od tu pa jih je šest nosačev v enem tednu znosilo na vrh Triglava. Pri postavljanju stolpa so sodelovali Jakob Aljaž, Janez Klinar - Požganec, Tomaž Košir - Kobar in Andrej Belec s svojima delavcema. Delo so opravili 7. 8. 1895 v petih urah, za izdelavo in postavitev pa je Jakob Aljaž odštel 300 goldinarjev. Slavnostno odprtje in blagoslovitev stolpa sta bila 22. avgusta 1895. Navzoči so bili Aljaž, Matej Hubad, Andrej Gassner ter Aljaževa pomočnika Janez Klinar - Požganc in Tomaž Košir - Kobar. »Požganc vrže dinamitni patron, ki močno poči, zamašek šampanjske buteljke skoči kvišku s pokom, mi zapojemo Ave maris stella, potem Triglav moj dom in otvoritev je bila končana,« se je Aljaž, ki naj bi takrat pel kleče, objemajoč stolp in s solzami v očeh, spominjal odprtja. Napis Aljažev stolp na stolpu je bil prvi slovenski napis na Triglavu in v njegovi okolici.
Aljaž je vrh in stolp podaril Slovenskemu planinskemu društvu z željo, da bi ohranil slovensko lice slovenskim goram. Stolp je preskrbel s skromno, a najnujnejšo opremo. V stolp je dal namestiti kopijo panorame s Triglava, ki jo je naslikal slikar Marko Pernhart. Ko je ta po nekaj letih izginila oziroma je bila uničena, so v kasnejših letih nove panorame naslikali Franc Dolinšek, Vinko Mazi in nazadnje Alojz Štirn. V stolp je dal Aljaž postaviti tri okrogle stole, dva samovara, šest kositrnih kozarcev, barometer in termometer ter posodo špirita za samovar. V Stolpu pa je bila tudi spominska knjiga.
Nakup zemljišča in izgradnja stolpa sta Aljažu prinesla pravi pravdarski spopad z nemškimi organizacijami, ki so se ga lotile s trditvijo, da je ob izgradnji stolpa uničil podzemno triangulacijsko točko prvega reda. Z obtožbami so želeli doseči podrtje stolpa, a se je Aljaž obtožbam uprl. Obravnava je traja pol leta, zasliševali pa so kmete, planice, lovce in vodnike. Aljaž je trdil, da je civilni inženir postavil na vrhu Triglava leseno piramido za meritve, ki pa je bila zaradi vremena kmalu uničena. Njegovo zgodbo sta potrdila tudi Janez Klinar - Požganc in Gregor Legat. To so potrdili tudi na sodišču. Dogovorili pa so se, da se pod stolp zakoplje škatlo s pergamentom, ki bo služila kot resnična triangulacijska točka. Tako pa bi prešel stolp pod cesarsko varstvo. Kasneje je Jakob Aljaž predal stolp Slovenskemu planinskemu društvu.
Stolp so kasneje pogosto prilagajali, mu dodajali spominske plošče, zastavico na konici zamenjali s peterokrako in to znova z zastavico z letnico postavitve. Večkrat je bil tudi prebarvan, in sicer zeleno-belo-rdeče, ko je ob njem med vojnama potekala meja med Jugoslavijo in Italijo, ali na rdeče v času socializma. Opremljen je s strelovodom. Temelji so bili večkrat podbetonirani. Leta 1999 je bil razglašen za kulturni spomenik državnega pomena, kmalu zatem pa je postal last države.
7. septembra 2018 je bil demontiran z vrha Triglava in s helikopterjem Slovenske vojske prepeljan v Mojstrano, od tam pa v restavratorski center v Ljubljano za popravilo poškodb, ki so se nabrale skozi leta. Sledila so kleparska dela v delavnici na Jesenicah. Obnovljeni objekt so s helikopterjem prepeljali nazaj in znova namestili na vrh 3. oktobra.

## Galerija
- Notranjost stolpa s panoramsko sliko vrhov
- Vpisna skrinjica v obliki Aljaževega stolpa na vrhu Velikega Babanskega skednja (2117 metrov)
- Razglednica iz prve polovice 20. stoletja

Slovenski gorniški klub Skala postavlja vpisne skrinjice v obliki Aljaževega stolpa na vrhovih manj obiskanih gora ali ob neoznačenih poteh.